# 超級瑪利歐3D世界+狂怒世界
《超級瑪利歐 3D 世界 + 狂怒世界》是任天堂於2020年9月3日在《超級瑪利歐兄弟35周年直面會》發表，於2021年2月12日在任天堂Switch平台上發售的3D平台游戏，遊戲支持繁簡中文。
相較於Wii U平台《超級瑪利歐3D世界》追加了「狂怒世界」模式，與網路連線遊玩和拍照模式等。

## 登場人物

### 超級瑪利歐3D世界
奇諾比奧隊長及探索隊員（Captain Toad and companion）
在「3D世界」中的「奇諾比奧隊長的冒險」關卡新增的多人模式角色。
奇諾比奧隊長（1P）與原作相同，多人遊玩的隊員則為帶眼鏡的藍色（2P）、綠色（3P）、黃色（4P）。這些角色均在《前進！奇諾比奧隊長》中以背景角色或協助角色登場。

### 狂怒世界
庫巴Jr.（Bowser Jr.）
在「狂怒世界」中，可以由系統自動操作、或切換作2P玩家控制的角色。隨身的筆刷可以在特定位置使用協助清理世界中的油漆。

## 玩法
本作除原先的「3D世界」外，增加了全新內容「狂怒世界」。在標題畫面時可以選擇想遊玩的模式，兩者進度互不影響。

### 3D世界
對比Wii U版本的《超級瑪利歐3D世界》，本作新增了幾個要素：
- 支援最多4人透過任天堂Switch Online線上同時遊玩。
- 「奇諾比奧隊長的冒險」關卡中新增三名可操作角色，可供四人遊玩[6]。
- Wii U版本的觸控功能改以Joy-Con或Pro控制器的陀螺儀操作[9]。
- 收集的印章可以應用在「拍照模式」上，將其加入照片中[9]。

### 狂怒世界
「狂怒世界」是風格類似《超級瑪利歐 奧德賽》的箱庭探索遊戲。
- 為2人遊玩的模式，協力角色「庫巴Jr.」可由另一名玩家操作，或電腦自動控制[10]。
- 四周的四色貓咪為NPC角色，花貓為任務角色，當世界因為庫巴進入昏暗時，貓咪會變成黑色且會攻擊玩家（使用無敵星可打倒）。

## 反響
截至2024年3月底，本作的全球銷售量已超過1347萬套。

## 外部連結
- （日語）官方网站
- （英文）官方网站
- （繁體中文）官方网站